# Tiruvaca subcostalis
Tiruvaca subcostalis là một loài bướm đêm trong họ Noctuidae.